# 169 Зелія
169 Зелія — астероїд головного поясу, відкритий 28 вересня 1876 року. Названий на честь персонажа давньогрецької міфології Зелоса.